# Демонстрация достижений
Демонстрация Достижений — первый сольный альбом Васи Васина, лидера группы Кирпичи. Выпуск альбома состоялся 24 сентября 2009 года на лейбле Navigator Records.

## Список композиций

### CD 1
1. Передача с Невского проспекта – 3:44
2. Реальный человек (не будь, как долдон) – 3:30
3. Антикризисные меры – 02:58
4. Скажите е – 3:39
5. Детектив – 3:44
6. Не силясь преуспеть за скоротечной модой... – 3:46
7. Д' Артаньян – 3:44
8. И ночь, и день, и следующая ночь – 4:22
9. Всепроникающий шум – 3:42
10. Lingua Latina – 3:06

### CD 2
1. Демонстрация достижений – 2:51
2. Большой свободный день – 2:39
3. I'dont Wanna Work – 3:15
4. Нужные люди – 3:58
5. Horror Show Blues – 2:50
6. Всё что мне нужно, это ты – 2:48
7. Она так ждёт твоей любви – 2:59
8. Мама, держи меня. – 2:25
9. Get a "WOW"! – 2:58
10. Мочить, или нет? – 2:15
11. Жажда – 7:06
12. Вася Стакан передаёт всем привет – 2:35

## Рецензии
На двойном сольном альбоме лидер питерской группы «Кирпичи» поровну разделил свой творческий метод между двумя дисками: на первом - рэп, на втором - панк-рок и лирическая акустика. Рэп откровенно олдскульный, за что в одном из треков актуальный гость Noize МС высмеивает хозяина своей фирменной скороговоркой: «Василич ты чего тут начитал чувак очнись о чём ты такой олдскул дремучий нынче мочить не почетно кончай чудить к черту ретро дай рэпчины четкой». Впрочем, и сам Иван-Нойз в русском рэпе - засланный казачок. Записано все откровенно плохо - говорят, Вася потратил много сил в наше высокотехнологическое время, чтобы добиться такого эффекта даже не домашней записи, а кустарности героев ленинградского рока 80‑х годов. Это становится очевидно на втором диске, где в какие-то моменты ВВ поднимается чуть ли не до уровня Виктора Цоя («Она так ждет твоей любви») и Майка Науменко («Мочить или нет?»). Так что название сольника соответствует действительности, сколько бы иронии известный комик Василий в него ни вкладывал.
 — пишет Андрей Бухарин в журнале Rolling Stone